# Toitoi (rivière)
La rivière Toitoi  (enanglais : Toitoi River)  est un cours d’eau situé dans l’Île Stewart/Rakiura, en  Nouvelle-Zélande.